# Francesc Garau

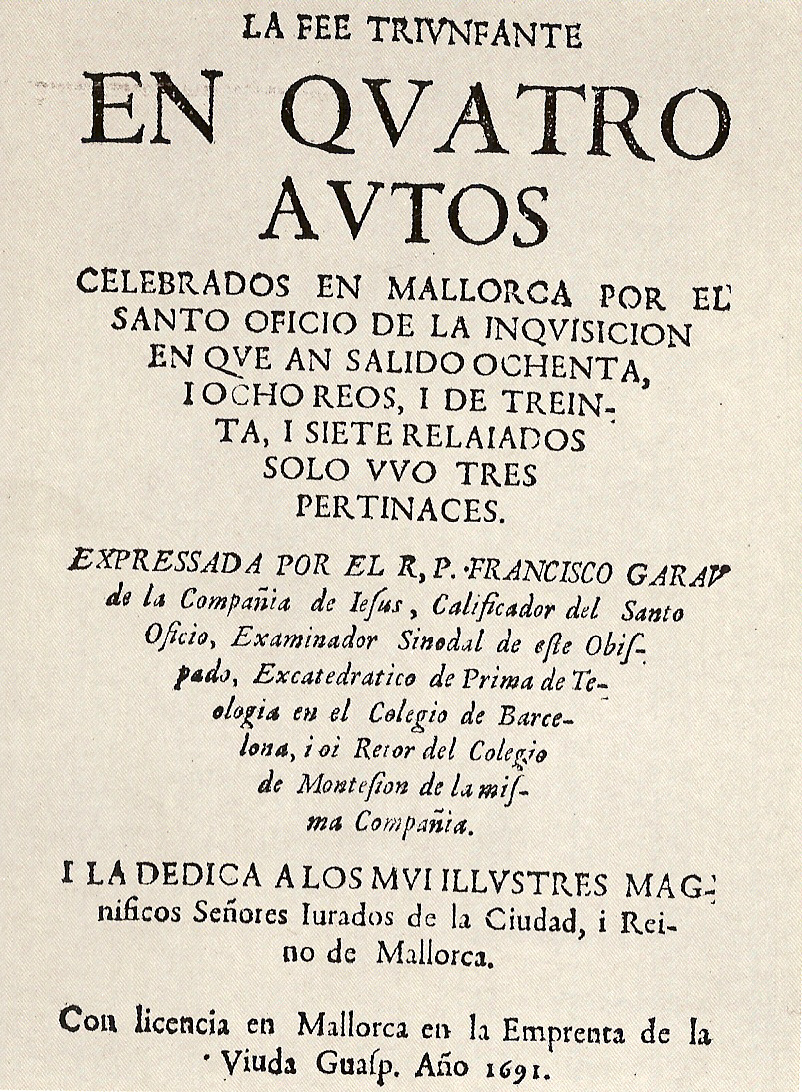
Primera edició de la Fe Triunfante de Francesc Garau (1691)

Francesc Garau, o Francesc Guerau, (Girona, 1640 - Barcelona, 1701), jesuïta, teòleg i escriptor. Fou catedràtic de Teologia del col·legi jesuïta de Barcelona, i rector, a més de a l'anterior, dels col·legis d'Urgell, Mallorca i Saragossa.
La seva producció llibresca va tenir anomenada en la seva època, per la qual cosa, a Mallorca estant, se li va encomanar un llibre sobre els actes de fe que tingueren lloc a Mallorca l'any 1691, en els quals 37 xuetes foren ajusticiats i als quals hi havia participat en qualitat de qualificador del Sant Ofici.
Aquest llibre, La Fee Triunfante, en títol reduït, va tenir una gran importància en la perpetuació de la qüestió xueta, i alguns autors fins i tot li atribueixen la responsabilitat exclusiva.

## Obra
- Deiparae elucidatae ex utriusque theologiae placitis ... / opera R. P. Francisci Garau Gerundensis è Soc. Iesu ... — Barcinonae : ex typ. Mariae Martí viduae, [1685], reeditat. Barcinone : ex Tip. Mathevat : apud Jacobus Cays (sic), 1686.
- El sabio instruido de la gracia en varias maximas, o ideas evangelicas, politicas y morales: Tomo II / por el R. P. Francisco Garau. — Barcelona : por Joseph Llopis, 1690, Barcelona. 2a edició per Josep Llopis: a costa de Juan Pifarrer, librero, 1703. 3a edició, Madrid : por Antonio González de Reyes: a costa de Joseph Laso, 1709.
- El Sabio instruido de la Naturaleza en quarenta màximas políticas y morales Barcelona, Antonio y Battasar Ferrer, 1691.
- El Olimpo del sabio instruido de la naturaleza, y segunda parte de las máximas politicas y morales ...  / por el R. P. Francisco Garau, de la Compañía de Jesús — En Barcelona: en la imprenta d'Antonio Ferrer y Balthazar Ferrer, 1691. 2a edició: Barcelona : por Rafael Figueró, 1704, 3a edició Barcelona, Joan Pau Martí, 1711
- La Fee Triunfante en quatro autos celebrados en Mallorca por el Santo Oficio de la Inquisición en què an salido ochenta i ocho reos, i de treinta, i siete relaiados solo uvo tres pertinaces. Mallorca, Impremta Viuda de Guasp, 1691. 2a edició, Mallorca, Impremta d'Ignaci Frau, 1755. 3a Edició, Palma, Impremta J. Tous, 1931, 4a Edició, Palma, Impremta J. Colomar, 1931. 5a edició, Imagen/70 Palma (Mallorca), 1984, ISBN 8486366003.
- Declamaciones sacras, políticas y morales sobre los evangelios todos de la quaresma.  — Valencia : por Jaime de Bordázar, 1675?/1695
- Tercera parte del Sabio instruido de la Naturaleza, con esfuerzos de la verdad, en el tribunal de la Razon; alegados en quarenta y dos Maximas, Politicas, y Morales. Ilustradas con todo genero de erudicion, Sacra y Humana. Contra las vanas ideas de la Politica de Machiavelo (Barcelona, en la Imprenta de Cormellas, por Thomas Loriente, 1700)
- Monarquía del amor de Jesús, establecida en el corazón de las señoras ... por manos de las nobilísimas señoras de la Tercera orden del Serafín San Francisco, de Barcelona / por el R. P. Francisco Garau, de la Compañía de Jesús. — Barcelona: por Rafael Figueró, 1701.
- Exercicios del christiano ansioso de su salvación: Obra postuma / Su autor, el M. R. P. Francisco Garau, de la Compañia de Jesús: sacala a luz Ignacio Roig y Garau, notario público de Gerona, sobrino del Author. — En Gerona : por Jayme Bró, 1733.